# 933
933(구백삼십삼)은 932보다 크고 934보다 작은 자연수다.

## 수학
- 합성수로, 그 약수는 1, 3, 311, 933이다. 진약수의 합은 315이므로, 933은 부족수다.
  - 280번째 반소수다. 앞의 반소수는 926, 다음 반소수는 934다.
- {\displaystyle 52^{5}-1}은 933으로 나누어떨어진다.

## 과학
- NGC 933: 안드로메다자리 방향에 있는 나선은하.

## 교통

### 철도
- 서울 지하철 9호선 석촌역의 역번호.

### 도로
- 고속도로
  - 유럽 고속도로 933호선: 이탈리아 알카모에서 트라파니까지 이어지는 유럽 고속도로.
- 기타 도로
  - 933번 지방도: 경상북도 안동시 와룡면에서 봉화군 소천면까지 이어지는 대한민국의 지방도.
  - 933번 홋카이도도(일본어판)

## 군사
- 콜트 933(영어판): 미국의 화기 제조사 콜트의 기총.

## 문화유산
- 대한민국의 보물 제933호: 지장보살본원경

## 기타
- 연도: 933년, 기원전 933년